# Kanonisches Lallen
Das kanonische Lallen (auch Lallen, Plappern, Brabbeln oder Babbeln genannt) sind erste Lautäußerungen, die Kleinkinder während des Spracherwerbs in der so genannten Lallphase (auch: Lallperiode) von sich geben. Die Lallphase erstreckt sich etwa zwischen dem 6./7. und dem 10./11. Lebensmonat. Während dieser Zeit bilden Kinder Lautgebilde (z. B. ga-ga oder wa-wa), die oft zweisilbig sind. Auch Mama und Papa sind ursprünglich Lallwörter. In diesem neurologischen Prozess steuert die Kognition die Motorik „… im Sinne einer Generierung willkürlicher Bewegungsmuster, Bewegungsauswahl, -planung und -organisation“. Die Erzeugung der motorischen Muster wird durch Imitation und positive Rückkopplung verstärkt und unterstützt. Die Kleinen probieren eine Vielzahl unterschiedlicher Laute und Lautkombinationen aus und erproben auf die Weise die Möglichkeiten ihrer Artikulationsorgane. Während dieser Phase sind die Artikulationsorgane noch nicht vollständig geformt: So muss sich der Kehlkopf zuerst absenken.
Es gibt auch gewisse Anzeichen für ein kognitives Verstehen einzelner sprachlicher Signale zwischen dem 8. und 10. Lebensmonat. So zeigen zum Beispiel Babys mit einem Finger auf ein Körperteil nach der Frage der Mutter, wo sich der Fuß befindet. Demnach besitzen Kinder schon vor dem Sprechvermögen ein Sprachverstehen.
Störungen beim Auftreten des Lallens sind ein guter Prädiktor für spätere Sprachstörungen. Sie können auch ein Hinweis auf erworbene Hörstörungen sein, z. B. von Schallleitungsstörungen infolge von Mittelohrentzündungen.